# Batallón de San Patricio
El Batallón de San Patricio fue una unidad militar compuesta de varios cientos de inmigrantes europeos que lucharon junto al Ejército Mexicano contra la invasión de los Estados Unidos en la llamada Intervención estadounidense en México, de 1846 a 1848. Los efectivos del Batallón de San Patricio habían participado en el ejército de los Estados Unidos. Estuvo integrado principalmente por inmigrantes de origen irlandés y alemán católicos. Tomaron el nombre del Santo Patrono de Irlanda.

## Origen
Los San Patricios 
los llamaban, tienen un origen incierto, pues se sabe muy poco con certeza de su reclutamiento. Una historia popular, base de la película de 1999 Héroes sin Patria (One Man's Hero), en la que Tom Berenger interpreta al comandante de la brigada John O'Reilly, relata que el núcleo de la unidad se formó como consecuencia de los graves castigos impuestos a soldados católicos (especialmente irlandeses) debido a la desconfianza que los mandos militares tenían contra ellos, ya que, por motivos religiosos, los consideraban más cercanos a Roma que a Washington, y por lo tanto, más afines a la causa de los mexicanos que compartían la misma religión. 
Aunque en la Guerra de Independencia de los Estados Unidos algunos soldados cambiaron de bando, nunca en la historia del ejército de los Estados Unidos se había formado una unidad tan importante que a los primeros contactos de la intervención se pasaron al ejército enemigo.
Su bandera estaba formada con un fondo verde, y de un lado un arpa dorada y las palabras Erin Go Bragh (Irlanda Por Siempre), y por el otro una imagen de San Patricio, el santo patrono de Irlanda, y las palabras 'San Patricio'. Otra versión habla de varias banderas, con los símbolos dorados de arpas, San Patricio y tréboles.

## Participación en la guerra

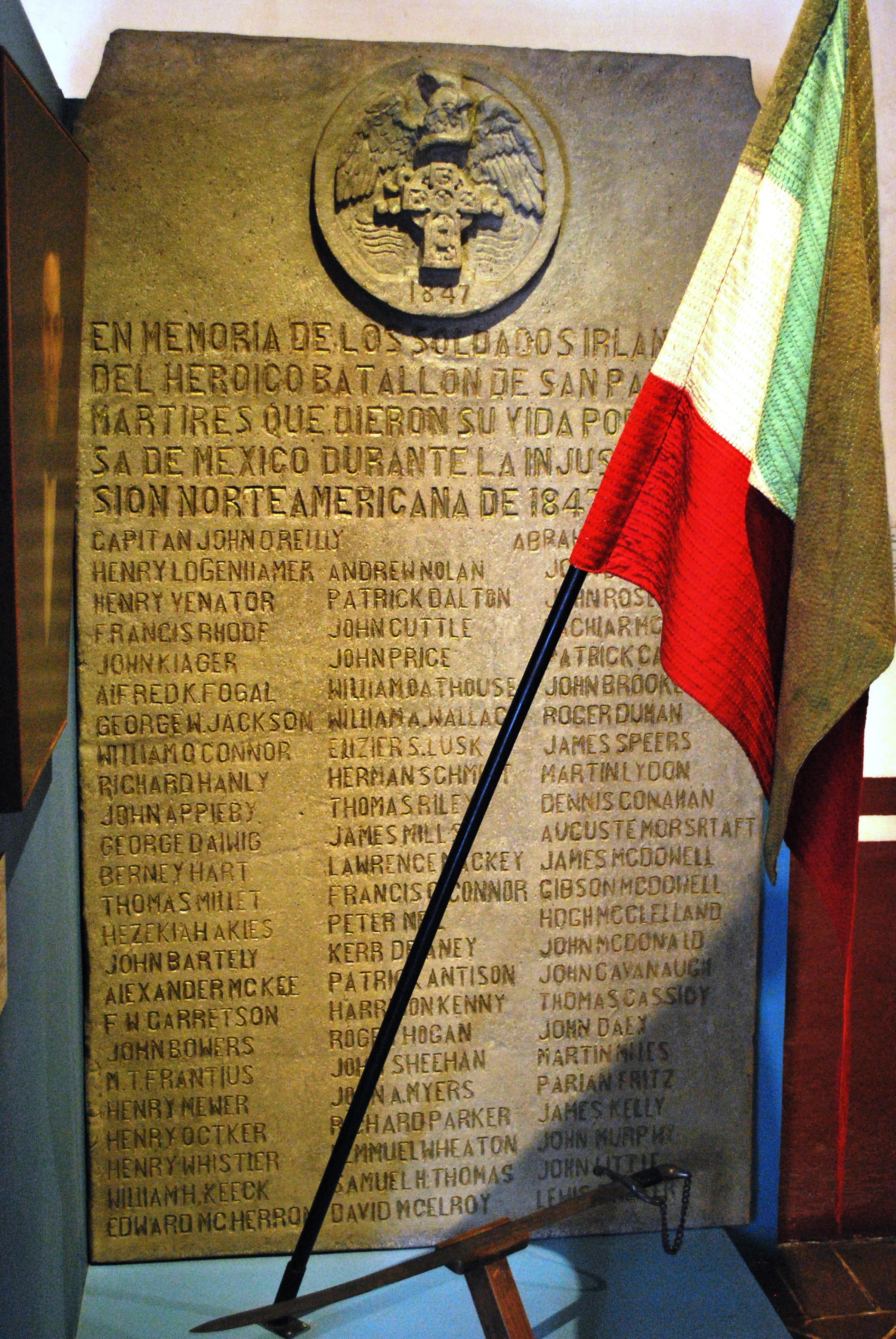
Placa conmemorativa al Batallón de San Patricio en el Museo Nacional de las Intervenciones.

El primer combate de los San Patricios como unidad mexicana fue la batalla de Monterrey (21 de septiembre de 1846), con una batería de artillería al mando de John O'Reilly, anteriormente teniente del Ejército de Estados Unidos e inmigrante irlandés. Sirvieron con distinción y está acreditado que rechazaron con éxito dos diferentes asaltos al corazón de la ciudad. A pesar de su tenacidad y valor, y de que Taylor estaba a punto de abandonar el ataque, el comandante mexicano Pedro Ampudia, desesperado, pidió parlamento, consumando la derrota.
Ciudadanos británicos residentes en México se hicieron miembros del grupo de san patricios. Entre éstos destacaban tres escoceses: John Sutherland, Henry Thompson y James Humphrey, este último era un cirujano que había estado en el país desde 1842. Los civiles nacidos en Irlanda y residentes en México que se sumaron a la unidad incluían a Richard Burke, Thomas Donaley, John Hynes, Patrick Maloney, Peter O'Brien y Thomas O'Connor. Un inglés llamado John Wilton, que había desertado de un barco británico en Jamaica antes de llegar a México, se unió a la compañía de Patrick Dalton. La unidad también incluía a siete ciudadanos mexicanos. Tres comandantes de las unidades de San Patricio eran oficiales de carrera del ejército mexicano: el teniente coronel Francisco Schafmo, los mayores Francisco Rosendo Moreno, nacido en Florida, y José María Calderón; y por lo menos otros cuatro oficiales mexicanos sirvieron en el grupo: el capitán Ignacio Álvarez y los tenientes Casimiro Arce, Ramón B. Bachelor y Camilo Manzano.
Tras el reclutamiento en Monterrey, los San Patricios crecen en número, que algunos estiman en cerca de 800 hombres; aunque según los registros más fiables, no llegaron a constituir más de dos compañías reforzadas (300 hombres) con oficialidad mexicana. En la batalla de La Angostura, más de la tercera parte de los hombres de la compañía de San Patricio murió o fue herida. El teniente Camilo Manzano, así como dos sargentos, dos cabos y 17 soldados rasos perdieron la vida; los seis san patricios heridos fueron el comandante, capitán (teniente coronel honorario) Francisco Rosendo Moreno, un cabo y cuatro soldados rasos. El 25 de febrero, en su reporte de la acción, el general Francisco Mejía, en cuya brigada habían peleado los cañoneros, describió a la compañía de San Patricio como "merecedora del elogio más consumado, porque los hombres lucharon con desafiante valor".  Pese a su extraordinario rendimiento como artilleros en varias batallas, especialmente en la defensa de Monterrey, donde defendieron exitosamente La Ciudadela, y en la Batalla de la Angostura, en la que diezmaron un batallón atacante y capturaron dos cañones estadounidenses, acción por la que su comandante y varios oficiales recibieron la condecoración Cruz de Honor de la Angostura, se ordenó a los San Patricios convertirse en un batallón de infantería a mediados de 1847 por orden personal de Antonio López de Santa Anna. 
Como unidad de infantería, los San Patricios continuaron sirviendo con distinción en la Batalla de Churubusco (20 de agosto de 1847). Las maltrechas fuerzas mexicanas se establecieron en el convento de Santa María de Churubusco, y las fuerzas armadas estadounidenses se prepararon para atacarlas. Aunque el convento no era más alto que sus alrededores, sus bardas de piedra constituían una buena defensa. Además, los estadounidenses tendrían que cruzar un río para llegar allá, lo cual daría tiempo al ejército mexicano para preparar, a medias, trincheras y encarar otro enfrentamiento. Los defensores mexicanos sumaban 1300 efectivos y pertenecían a los batallones Independencia, Bravos y San Patricio. La lucha fue constante y desfavorable para los mexicanos, esta vez bien mandados y motivados por los generales Manuel Rincón y Pedro María Anaya. Tras algunas horas de combate, las fuerzas mexicanas se quedaron sin municiones y una bomba provocó una explosión en la reserva de pólvora, que los dejó sin posibilidades de seguir defendiéndose; a pesar de lo cual y una vez que se izó una bandera blanca en señal de rendición, el capitán Patrick Dalton la abatió para seguir resistiendo, pero ya era inútil, el convento quedó en silencio. Para las compañías de San Patricio la batalla de Churubusco fue devastadora. La habían comenzado con fuerzas completas de 102 hombres cada una, y tres horas después el 60% de ellos estaban muertos, heridos o prisioneros. Murieron en acción dos tenientes, cuatro sargentos, seis cabos y 23 soldados rasos. Los capitanes John O´Rilley y Santiago O'Leary fueron heridos, así como Francis O'Connor, un soldado enrolado. Los prisioneros sumaban 85, 72 de los cuales se comprobó luego que eran desertores del ejército estadounidense. Los 84 san patricios restantes habían escapado y permanecieron dispersos y escondidos algunos días.
Cuando el general Twiggs entró al patio del convento, exigiendo a los soldados mexicanos que entregaran las armas, la pólvora y el parque, el general Anaya se le enfrentó, diciendo: "Si hubiera parque, no estaría usted aquí."

## Fin del batallón

Ahorcamiento masivo de los componentes del Batallón de San Patricio.

Los miembros del Batallón de San Patricio capturados por el ejército estadounidense sufrieron muy duras represalias: habían sido responsables de algunos de los más duros combates que causaron más bajas a los estadounidenses a quienes se enfrentaron. Los que formaban parte del ejército estadounidense antes de la declaración de guerra oficial, el capitán O´Reilly entre ellos, fueron azotados con 50 latigazos y marcados con hierro candente en la cara, con la letra "D" de desertores, encerrados y sentenciados a trabajos forzados. Los que entraron en el ejército mexicano tras la declaración de guerra, fueron ahorcados en masa como traidores en tres diferentes días: el 9 de septiembre de 1847 en el pueblo de San Ángel, frente a la iglesia de San Jacinto, ejecutaron a 16 soldados. El 10 de septiembre se ejecutaron otros cuatro en el pueblo de Mixcoac. Finalmente el 13 de septiembre se ejecutaron a 31 soldados en Chapultepec: Por orden del General Winfield Scott, fueron ejecutados en el momento preciso en que la bandera de Estados Unidos reemplazaba a la de México en lo alto del Castillo de Chapultepec. Cuando la bandera alcanzó lo más alto del asta, se arriaron unas mulas que jalaban las carretas que sirvieron de cadalso.
Los que sobrevivieron a la guerra, desaparecieron de la historia. Unos pocos pudieron reclamar las tierras prometidas por el gobierno mexicano. John O´Reilly murió a finales de agosto de 1850 y fue enterrado en Veracruz el 31 de agosto de ese año, con el nombre de Juan Reley, el mismo con el que se hallaba inscrito en los archivos del Ejército Mexicano. Ese mismo año el Ejército Mexicano tomó la decisión de disolver el Batallón.

## Homenaje

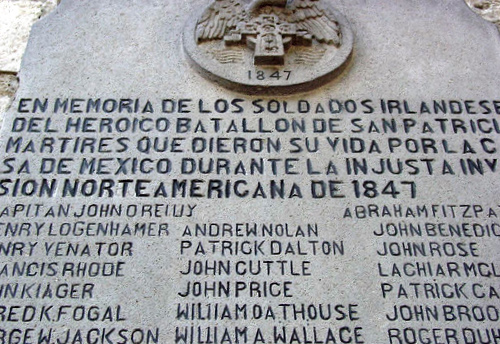
Placa conmemorativa en el lugar de la ejecución del Heroico Batallón de San Patricio, en la Plaza de San Jacinto, San Ángel, Ciudad de México.

- Para conmemorar la ayuda de los irlandeses al Ejército Mexicano en la ciudad de Monterrey, dentro del paseo Santa Lucía se localiza una plaza con las palabras "Batalla de Monterrey" y la fecha de 1846. Se encuentra en construcción un museo para recordar a los héroes de aquel suceso.
- El Batallón de San Patricio es conmemorado en dos diferentes días en México: el primero, el 9 de septiembre, aniversario de las primeras ejecuciones; y el otro, el 17 de marzo, día de San Patricio. Hay un monumento dedicado a ellos en la Plaza San Jacinto, en la colonia San Ángel de la Ciudad de México, en el que se dispuso una placa conmemorativa del Batallón de San Patricio. Esta placa lista los nombres de 71 miembros del batallón, 48 de los cuales eran irlandeses y 13 alemanes.[2]
- En la sala principal de la Cámara de Diputados de México, el nombre del Batallón de San Patricio está inscrito con letras de oro al lado de muchos otros héroes mexicanos.[6]
- En 1961, el número 68 de la revista mexicana de historietas Aventuras de la vida real narró gráficamente sobre el batallón.[7]
- En 1997, el presidente Ernesto Zedillo conmemoró el 150 aniversario de la ejecución del Batallón en la Plaza San Jacinto, donde se hicieron las primeras 16 ejecuciones. Los países de Irlanda y México emitieron timbres postales conmemorativos con motivo del aniversario.
- En 2004, en una ceremonia oficial a la que asistieron numerosos dignatarios internacionales, los directores Lance y Jason Hool y muchos actores de la película El Batallón de San Patricio, el gobierno mexicano donó una estatua al pueblo de Irlanda como agradecimiento por el coraje, honor y sacrificio del Batallón de San Patricio. Esta estatua fue colocada en el pueblo natal de Riley, Clifden, en el condado de Galway, en Irlanda. Todos los 12 de septiembre también se recuerda al Batallón en este pueblo, ondeando la bandera mexicana.[8]
- Existe un monumento en la iglesia de Tlacopac, cerca de San Ángel en la Ciudad de México. Consiste en una cruz celta con una placa conmemorativa en la peana, que menciona que varios de los soldados irlandeses ejecutados recibieron sepultura en el atrio. Este atrio ha sido sitio de algunas ceremonias cívicas conmemorativas.[9]

## Integrantes identificados
En una placa conmemorativa en el lugar de la ejecución del Batallón de San Patricio, en la Plaza de San Jacinto, San Ángel, Ciudad de México, se encuentran los nombres de 70 san patricios identificados, encabezando la lista el Capitán John O´Reilly, quien al ser apresado fue azotado y marcado en las dos mejillas con un hierro candente.
1. Patrick Dalton
2. Henry Longenhamer
3. Henry Yenator
4. Francis Rhode
5. John Kiager
6. Alfred K. Fogal
7. George W. Jackson
8. William O´Connor
9. Richard Hanly
10. John Appieby
11. George Daiwig
12. Berney Hart
13. Thomas Millet
14. Hezekiah Akies - azotado, marcado con hierro y apresado.[4]
15. John Bartely - azotado, marcado con hierro y apresado.[4]
16. Alexander McKee - azotado, marcado con hierro y apresado.[4]
17. F.W. Carretson
18. John Bowers - azotado, marcado con hierro y apresado.[4]
19. M. T. Frantius
20. Henry Mewer
21. Henry Octker
22. Henry Whistier
23. Willliam H. Keeck
24. Edward Mc Herron
25. Andrew Nolan
26. John Cuttle
27. John Price
28. William O.A. Thouse
29. William A. Wallace
30. Elizier S. Lusk
31. Herman Schmidt
32. Thomas Riley - azotado, marcado con hierro y apresado.[4]
33. James Mills - azotado, marcado con hierro y apresado.[4]
34. Lawrence Mackey
35. Francis O´Connor - ahorcado, aunque un día antes de la ejecución le fueron amputadas ambas piernas.
36. Peter Neil
37. Kerr Delaney
38. Patrick Antison
39. Harrison Kenny
40. Roger Hogan
41. John Sheehan
42. John A. Myers
43. Richard Parker
44. Lemmuel Weathon
45. Samuel H. Thomas - azotado, marcado con hierro y apresado.[4]
46. David McElroy
47. Abraham FitzPatrick
48. John Benedick
49. John Rose
50. Lachiar McLachien
51. Patrick Casey
52. John Brooke
53. Roger Duhan - azotado, marcado con hierro y apresado.[4]
54. James Speers
55. Martin Lydon
56. Dennis Conahan
57. Auguste Morsrtaft
58. James McDowell
59. Gibson McDowell
60. Hogh McClelland
61. John McDonald
62. John Cavanaugh
63. Thomas Cassady - azotado, marcado con hierro y apresado.[4]
64. John Daly - azotado, marcado con hierro y apresado.[4]
65. Martin Miles - azotado, marcado con hierro y apresado.[4]
66. Parian Fritz
67. James Kelly - azotado, marcado con hierro y apresado.[4]
68. John Murphy - azotado, marcado con hierro y apresado.[4]
69. John Little - azotado, marcado con hierro y apresado.[4]
70. Lewis Preifer

## Canción
David Rovics - Saint Patrick's Battalion 

My name is John Riley
I'll have your ear only a while
I left my dear home in Ireland
It was death, starvation or exile
And when I got to America
It was my duty to go
Enter the Army and slog across Texas
To join in the war against Mexico
It was there in the pueblos and hillsides
That I saw the mistake I had made
Part of a conquering army
With the morals of a bayonet blade
So in the midst of these poor, dying Catholics
Screaming children, the burning stench of it all
Myself and two hundred Irishmen
Decided to rise to the call
(Chorus)
From Dublin City to San Diego
We witnessed freedom denied
So we formed the Saint Patrick Battalion
And we fought on the Mexican side
We marched 'neath the green flag of Saint Patrick
Emblazoned with "Erin Go Bragh"
Bright with the harp and the shamrock
And "Libertad para República"
Just fifty years after Wolftone
Five thousand miles away
The Yanks called us a Legion of Strangers
And they can talk as they may
(Chorus)
We fought them in Matamoros
While their volunteers were raping the nuns
In Monterey and Cerro Gordo
We fought on as Ireland's sons
We were the red-headed fighters for freedom
Amidst these brown-skinned women and men
Side by side we fought against tyranny
And I daresay we'd do it again
(Chorus)
We fought them in five major battles
Churobusco was the last
Overwhelmed by the cannons from Boston
We fell after each mortar blast
Most of us died on that hillside
In the service of the Mexican state
So far from our occupied homeland
We were heroes and victims of fate

(Chorus)

## Canción (en español)
David Rovics - Batallón de San Patricio

Mi nombre es John Riley.
Tendré tu oído solo un rato.
Dejé mi querido hogar en Irlanda.
Era la muerte, el hambre o el exilio.
Y cuando llegué a América.
Estaba en mi deber ir.
Entrar en el ejército y caminar penosamente a través de Texas,
Para unirme en la guerra contra México.
Fue allí, en los pueblos y laderas
Que vi el error que había hecho.
Parte de un ejército conquistador
Con la moral de una cuchilla de bayoneta.
Así que en medio de estos pobres, moribundos católicos,
Niños gritando, el hedor de la quema de todo;
Yo y doscientos irlandeses
Decididos a alzarnos a la llamada.
(Coro)
Desde la Ciudad de Dublín a San Diego,
Atestiguamos la libertad negada.
Así sé que formamos el Batallón de San Patricio
Y luchamos en el lado mexicano.
Marchamos con la bandera verde de San Patricio
Blasonado con el "Erin Go Bragh"
Brillante con el arpa y el trébol
Y "Libertad para la República".
Solo cincuenta años después de Wolftone,
Cinco mil millas de distancia.
Los yanquis nos llamaron una Legión de Extranjeros
Y pueden hablar como quieran.
(Coro)
Luchamos contra ellos en Matamoros
Mientras que sus voluntarios estaban violando a las monjas.
En Monterrey y Cerro Gordo
Nosotros luchamos como hijos de Irlanda.
Fuimos los combatientes pelirrojos por la libertad
En medio de estos hombres y mujeres de piel morena.
Lado a lado luchamos contra la tiranía.
Y me atrevería a decir que lo haríamos de nuevo.
(Coro)
Los combatimos en cinco principales batallas.
Churubusco fue la última.
Abrumados por los cañones de Boston,
Caímos después de cada explosión de mortero.
La mayoría de nosotros murieron en esa ladera,
En el servicio del Estado Mexicano.
Tan lejos de nuestra patria ocupada,
Fuimos héroes y víctimas del destino. 

(Coro)